# Obojanskij rajon
L'Obojanskij rajon (in russo Обоянский район?) è un rajon dell'Oblast' di Kursk, nella Russia europea; il capoluogo è Obojan'. Fondato nel 1928, ricopre una superficie di 1.090 chilometri quadrati.

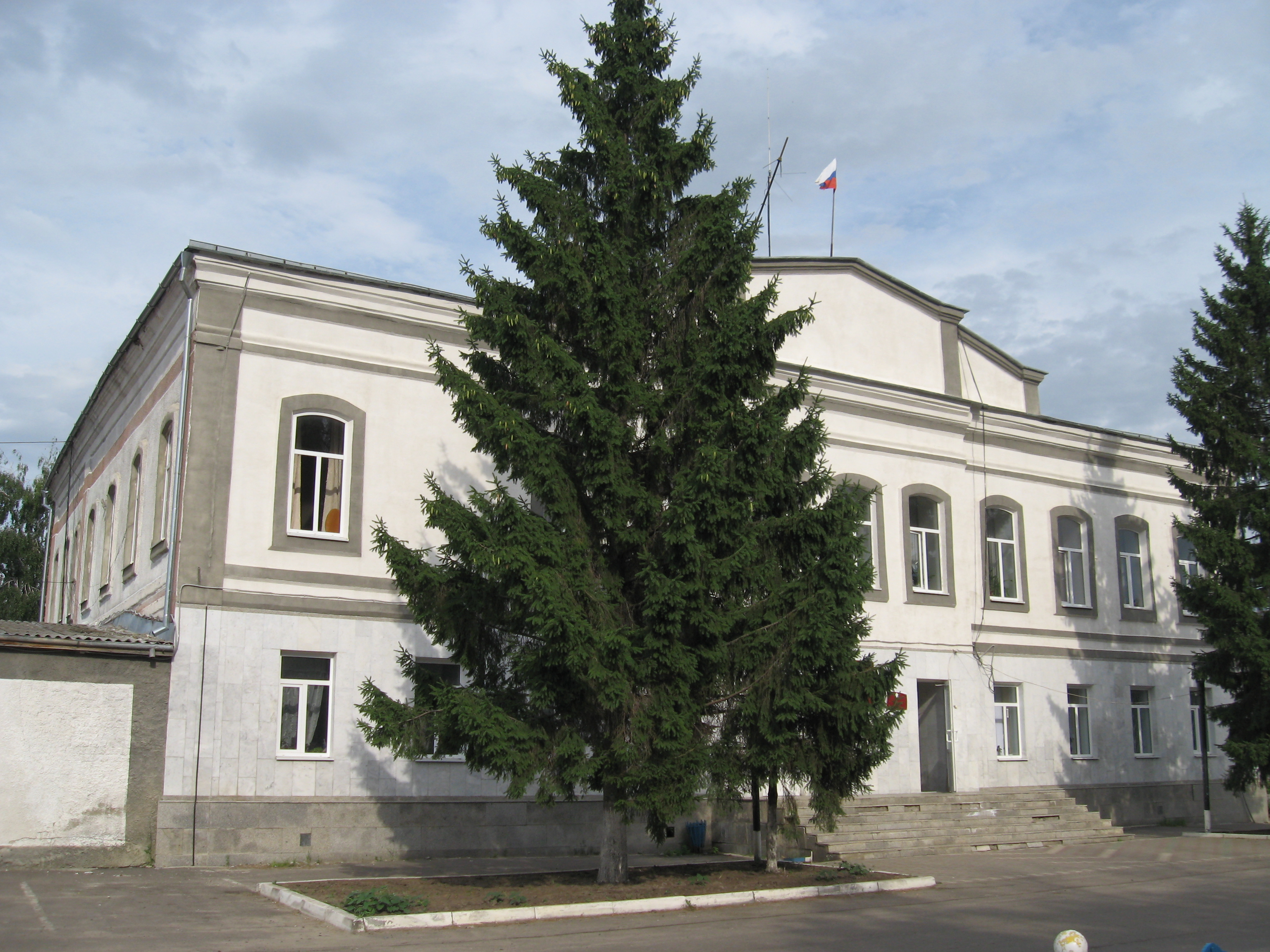
la costruzione del distretto di amministrazione